# Кендал Шмит
Кендал Францис Шмит (2. новембар 1990) је амерички певач, глумац и музички продуцент. Свету је постао познат по улози у ТВ серији Big Time Rush, као и бој бенду Big Time Rush. Након распада бенда Big Time Rush, Кендал је започео своју соло каријеру под називом Heffron Drive.

## Каријера
Током 2009. године Кендал се појавио у ТВ серији Big Time Rush на Nickelodeonu. Након оснивања серије одмах је и основан бој бенд. Први албум бенда је био Big Time или BTR. С обзиром да је то њихов први албум он је доспео на треће место Bilboard 200 попису албума. Након првог албума фанови овог бенда су могли да бирају, који од чланова бенда ће бити главни. Након само пар дана изабран је Кендал. Његов бенд је из дана у дан растао на више. Нажалост бенд се распао 2014. године јер је свако од њих желео да направи своју соло каријеру. Након распада бенда Кендал је основао свој бенд под називом Heffron Drive.